# Verhandlungen des Naturhistorischen Vereines der Preussischen Rheinlande und Westphalens
Verhandlungen des Naturhistorischen Vereines der Preussischen Rheinlande und Westphalens (abreviado Verh. Naturhist. Vereines Preuss. Rheinl. Westphalens) fue una revista con ilustraciones y descripciones botánicas que fue editada en Bonn en dos series de 1849 a 1884 y de  1907 a 1933. Fue precedida por Verhandlungen der Naturhistisches Vereines der Preussischen Rheinlande y reemplazada por Decheniana.

## Publicación
- 1ª serie. Vols. 6-41, 1849-1884;
- 2ª serie. vols. 63-90, 1907-1933.